# 모리오카 시게루
모리오카 시게루(일본어: 森岡 茂, 1973년 4월 12일 ~ )는 일본의 전 축구 선수이다.

## 구단 경력
1992년 J1리그의 감바 오사카에 입단했다. 1998년까지 129경기에 출전하여, 15득점을 넣었다. 1999년 교토 퍼플 상가로 이적했다. 2000년부터 2001년까지 비셀 고베에서 뛰었다. 2002년 감바 오사카로 복귀했다. 2005년에 J1리그 우승.

## 국가대표팀 경력
그는 1996년 하계 올림픽에 참가할 일본 U-23 국가대표팀에 발탁되었으며, 1경기에 출전했다.